# Zingiber apoense
Zingiber apoense là một loài thực vật có hoa trong họ Gừng. Loài này được Adolph Daniel Edward Elmer miêu tả khoa học đầu tiên năm 1915.
Người Bagobo gọi nó là bogobog.

## Mẫu định danh
Các mẫu định danh số A.D.E.Elmer 11750 (ra hoa) (tọa độ khoảng  6°58′0″B 125°21′0″Đ / 6,96667°B 125,35°Đ) và A.D.E.Elmer 10545 (có quả); thu thập tại núi Apo, Todaya, tỉnh Davao del Sur, đảo Mindanao, tương ứng vào tháng 9 và tháng 5 năm 1909. Mẫu ra hoa thu thập trên đất sét pha ở cao độ 1.145 m (3.750 ft) trong rừng rậm phía nam sông Baturing. Mẫu có quả tìm thấy trong điều kiện tương tự ở cao độ 1.295 m (4.250 ft) phía nam sông Sibulan.

## Phân bố
Loài bản địa đông nam đảo Mindanao, Philippines.

## Mô tả
Các cụm nhỏ vài thân. Thân ~3, phồng tại thân rễ, mọc cao lên và uốn ngược tại đỉnh, khoảng 1/3 gần đáy không lá, cao 1-1,5 m, có bẹ xếp lợp về phía đáy, dày 1 cm. Các lá con cũng uốn ngược, như da mỏng, mặt trên màu xanh lục xỉn, mặt dưới nhạt hơn, khô thành nâu không đều trên cả 2 mặt, mọc so le, phẳng, cá lá sát gốc giống như lá bắc, nhẵn nhụi, nhẵn bóng cả hai mặt, từ thẳng tới hình mác, không cuống, cách nhau 4 cm, dần thon nhỏ thành điểm nhọn thon thanh mảnh, hình nêm về phía đáy và kết thúc tù tại đáy, dài 20-30 cm và rộng 3-4 cm ở giữa; bẹ ở giai đoạn đầu có lông cứng, cuối cùng trở thành nhẵn nhụi, tách biệt rõ nét với thân về phía họng; lưỡi bẹ gần dạng màng, dài 5 mm hoặc hơn và nhọn hơn hoặc ngắn hơn và thuôn tròn tù, có lông tơ mịn và có lông rung nhưng cuối cùng trở thành nhẵn nhụi, liên tục với các mép bẹ; gân giữa nổi rõ mặt dưới, có rãnh mặt trên, mập tại đáy. Cụm hoa nằm trên cuống có lá thuôn dài, mọc từ chỏm rễ, thẳng đứng, mọng nước, hình elipxoit, dài 7 cm, dầy 4 cm. Cuống cụm hoa dài 30-50 cm, thẳng và mọc thẳng đứng, dày 1,25 cm, cứng, thon búp măng, nhẵn nhụi, màu xanh lục ánh vàng; các lá bắc so le và xếp lợp cùng màu như thế, dài 3-5 cm, thuôn dài, đỉnh tù cong từ thân, mép mỏng có đốm ánh tía, nhẵn nhụi, thuôn dài thẳng; các lá bắc ở đầu màu trắng nhạt về phía đáy, phần khác màu đỏ lửa, nhẵn nhụi, dài 3-4 cm, thuôn dài hình trứng hoặc elip, đỉnh thuôn tròn rộng hoặc gần cắt cụt, phủ bụi và nhăn màu ánh tía dọc theo mép mỏng; các lá bắc dưới nhọn đột ngột tại đỉnh. Hoa thường 2 tại nách các lá bắc lớn, đôi lá bắc con không dài đều nhau, thường có răng, dạng màng và lốm đốm. Ống đài dài hơn, chia thùy; các thùy không đều, như thủy tinh và lốm đốm tương tự. Ống tràng dài bằng hoặc hơn ống đài. Cánh môi dạng túi và mềm nhũn, như thủy tinh và lốm đốm, hình trứng ngược , gần nguyên hoặc có thùy. Chỉ nhị ngắn; bao phấn dài và thẳng, kéo dài thành phần phụ uốn ngược. Vòi nhụy thanh mảnh, hình phễu và đầu nhụy có lông rung thò ra từ đỉnh của cựa bao phấn. Các đầu quả dài hơn và mập hơn. Quả nang không cuống mọng nước, màu trắng, khá cứng dù dạng màng, dài 2 cm, dầy 1,25 cm phía dưới điểm giữa, chẻ từ đỉnh thành 3 lá noãn gần tới đáy, nhẵn nhụi, có sọc. Hạt gắn vào thực giá noãn trung tâm màu trắng và mọng, màu đen bóng, hình cuống ngắn tại đáy, dài 5 mm, dầy 3 mm, hình elipxoit, bao bọc hoàn toàn trong áo hạt màu trắng xé rách không đều từ đỉnh về phía đáy. Hạt hình elipxoit là đặc trưng của chi Curcuma, trong khi hạt của Zingiber nói chung được mô tả là có góc cạnh.